# Astert
Astert település Németországban, Rajna-vidék-Pfalz tartományban. Lakosainak száma 253 fő (2023. december 31.).

## Népesség
A település népességének változása:
| Lakosok száma | 206  | 233  | 225  | 245  | 254  | 253  |
|               | 1975 | 2017 | 2019 | 2021 | 2022 | 2023 |